# Po poteh AVNOJ–a (kolesarska dirka)
Po poteh AVNOJ–a (srbohrvaško Putevima AVNOJ-a) je nekdanja etapna cesta kolesarska dirka, ki jo je med letoma 1974 in 1991 prirejala Socialistična federativna republika Jugoslavija. Najuspešnejša kolesarja v zgodovini dirke sta Zdenko Kahlina in Andrej Žavbi s po dvema zmagama.

## Zmagovalci
- 1974:  Zdenko Kahlina
- 1975:  Mirko Kraker
- 1976:  Zdenko Kahlina
- 1977:  Ivan Bobovčan
- 1978:  Bojan Ropret
- 1979:  Andrej Žavbi
- 1980:  Janez Lampič
- 1981:  Marko Cuderman
- 1982:  Boris Pirš
- 1983:  Andrej Žavbi
- 1984:  Robert Trampuš
- 1985:  Jure Pavlič
- 1986: ?
- 1987:  Sandi Papež
- 1988:  Srečko Glivar
- 1989:  Gorazd Penko
- 1990:  Samir Lizde
- 1991:  Aleksandar Milenković